# Rambaldo II di Collalto

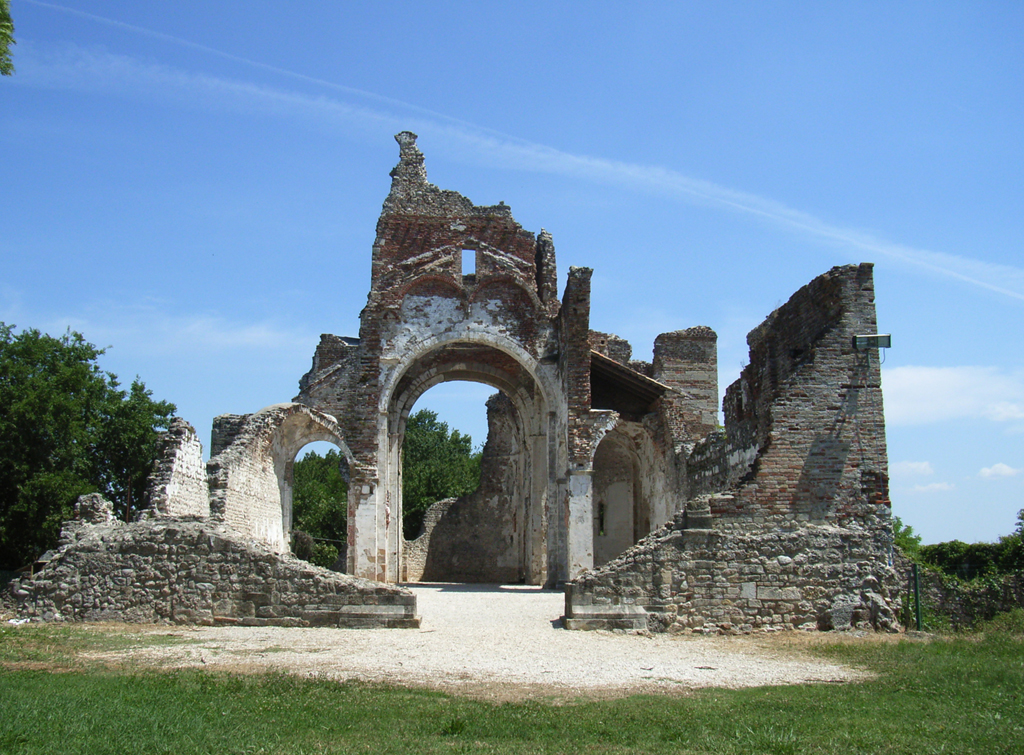
Resti dell'Abbazia della Nervesa, fondata da Rambaldo III e dalla madre Gisla

Rambaldo II di Collalto (X secolo – dopo il 1038) è stato un nobile feudatario italiano.

## Biografia
Membro illustre della famiglia Collalto, era figlio di Rambaldo I e conte di Treviso dal 994 (primo della dinastia ad ottenere la carica ereditaria), quando sette diplomi di Ottone II e Ottone III ne attestarono possedimenti da Treviso al Montello, sulla riva destra del Piave, con penetrazioni fino al bassanese e nel mestrino.
Seguì Ottone III quando nel 996 venne incoronato imperatore, dal quale ottenne numerosi privilegi, tra i quali il castello di Rovigo.

## Discendenza[3]
Secondo una versione, ebbe in moglie Matilde, figlia di Bosone conte di Borgogna.
Secondo un'altra versione, Rambaldo sposò Gisla di Paoluccio, console di Padova ed ebbero cinque figli:
- Rambaldo III, fondatore assieme alla madre dell'Abbazia della Nervesa[4][5] a Nervesa della Battaglia;
- Giovanni;
- Guidone I;
- Pietro I, insediatosi in Germania. La leggenda lo indica fondatore della casata dei conti di Zollern[6], in seguito Hohenzollern[7];
- Matilde (?-1114), sposò intorno al 1091 Ugo di Sabbioneta.